# Krökt rum
Ett krökt rum är ett matematiskt eller fysikaliskt rum som inte är euklidiskt, med andra ord ett icke-euklidiskt rum. Begreppet förekommer bland annat i relativitetsteori.
Ett krökt rum kan beskrivas matematiskt med Riemanngeometri. Ett enkelt exempel på krökt rum är ytan av en sfär.